# MS Kronos
MS Kronos (wcześniej MS Golden Pioneer) – pełnomorski masowiec o nośności 19 000 t – zatonął wraz z polską załogą 27 lutego 1989 roku na Biskajach.

## Historia
Statek zbudowany został w Japonii w 1973 r.. Pierwotnie nosił nazwę "Golden Pioneer". W 1982 przemianowany na "Kronos". Należał do armatora greckiego.

## Ostatni rejs
W swój ostatni rejs statek wypłynął 21.02.1989 z Antwerpii. Statkiem dowodził grecki kapitan. Resztę załogi (19 osób) stanowili Polacy. Celem rejsu był port w hiszpańskim Algeciras. Pierwotnie planowano, że statek dotrze tam 26 lutego o godz. 14. W wysłanej 24 lutego depeszy kapitan poinformował, że statek znajduje się w sztormie o sile 9 stopni w skali Beauforta. W kolejnym telegramie, wysłanym 26 lutego, kapitan raportował, że statek znajduje się w pobliżu przylądka Finisterre, a siła wiatru wzrosła do 11 stopni. W tym dniu, w godzinach popołudniowych, nawiązano ostatnią łączność radiową ze statkiem.
Informacja o zaginięciu statku dotarła do rodzin polskich marynarzy 1 marca. Akcja poszukiwawcza trwała do 13 marca. Rejestr Lloyda uznał statek za utracony 10 maja 1989. Podczas akcji poszukiwawczej i później, nie natrafiono na żaden ślad po zaginionym statku ani jego załodze.

## Upamiętnienie
W lutym 2019 r. – w 30. rocznicę zaginięcia statku – w szczecińskim kościele św. Jana Ewangelisty odsłonięto tablicę upamiętniającą zatonięcie statku MS Kronos. Tablicę zaprojektował kpt.ż.w. Mirosław Folta, a ufundowała Polska Żegluga Morska.